# Fernando Manuel Costa Santos
Fernando Manuel Costa Santos (Lisboa, 10 de octubre de 1954) es un ingeniero electrónico, entrenador de fútbol y exfutbolista de Portugal. Actualmente dirige a la selección de Azerbaiyán.

## Carrera
Habiendo comenzado su carrera futbolística en el Sport Lisboa e Benfica, pasó por CS Marítimo y GD Estoril-Praia, por donde empezó su carrera como entrenador de fútbol durante la temporada de 1987/88. Se mantuvo al mando del GD Estoril-Praia hasta que en la temporada 1993/94 fue reemplazado por Carlos Manuel.
La temporada siguiente se incorporó como entrenador en el CF Estrela da Amadora, donde llamó la atención de varios clubes nacionales e internacionales y tuvo éxito donde las mejores calificaciones de este club. Este éxito daría lugar a su salto al FC Porto para la campaña 1998-99, donde ganó un inédito pentacampeonato de Ligas, llegando a ser conocido como el "Ingeniero de la Penta". Permaneció en el club hasta el 2001, cuando dio el salto al campeonato griego para dirigir al AEK Atenas, obteniendo el 2.º lugar. Sin embargo, las dificultades financieras del club y la huida de sus mejores jugadores hicieron que Fernando Santos dejara la entidad y fichara por el rival de la capital griega, el PAE Panathinaikos. Terminó dejando su puesto a la mitad de la temporada por decisión personal.
En la temporada 2003/04, se convirtió en entrenador del Sporting Clube de Portugal, al que dejó al final de la temporada. Se dirigió de nuevo al AEK Atenas, ahora presidido por el exjugador Nikolaidis, al que durante dos temporadas situó en la Liga de Campeones, logro extraordinario para un club casi en bancarrota.
Después de la salida de Ronald Koeman del Sport Lisboa e Benfica en 2006, se hizo cargo como entrenador del club que lo vio nacer para el fútbol y del que era partidario y socio, convirtiéndose así en el primer portugués que dirige a los tres grandes de Portugal. Fernando Santos siempre se ha decantado por una formación táctica de 4-4-2 en rombo, y lo probó en Benfica, sin mucho éxito (el equipo terminó 3.º). En la madrugada entre el 19 y 20 de agosto de 2007, Fernando Santos vio como el Sport Lisboa e Benfica daba por terminado su contrato, siendo sustituido por José Antonio Camacho tras un empate contra el Leixões SC.
A pesar de la falta de resultados en su período de contrato, Fernando Santos resultó sorprendido con su salida: Estoy sorprendido, no hay entrenador que ganó el Torneo Guadiana, durante 15 días, que ganó un partido de la Liga de Campeones e hizo 22. primer partido invicto en la liga estaba esperando para salir. "A mí me parece normal".
El 3 de septiembre de 2007, Santos regresó a Grecia una vez más, esta vez para entrenar al PAOK Salónica FC.
El 1 de julio de 2010, fue anunciado como el nuevo entrenador de la selección griega. Clasificó al conjunto heleno para la Eurocopa 2012, donde fue eliminada en cuartos de final ante Alemania. También consiguió llevar a Grecia al Mundial 2014, pero dejaría el cargo de seleccionador tras dicho torneo. Con una agónica victoria de la selección griega contra Costa de Marfil en la fase de grupos, logró clasificar al conjunto heleno para octavos de final de la competición por primera vez en su historia, siendo eliminado en dicha ronda frente a la selección de Costa Rica en la tanda de penaltis.
En septiembre de 2014, fue elegido como nuevo entrenador de la Selección de fútbol de Portugal, después de que la Federación Portuguesa de Fútbol despidiese al antiguo entrenador del combinado luso, Paulo Bento, tras un desastroso Mundial y tras una, considerada por los medios de comunicación portugueses, "vergonzosa" derrota ante Albania en el primer partido de la fase de clasificación para la Eurocopa 2016. Bajo su dirección, el 10 de julio de 2016, Portugal venció en la prórroga de la final de la Eurocopa 2016 al anfitrión Francia por 1-0, obteniendo su primer título en esa competencia. Posteriormente, se convirtió en el seleccionador de Portugal con más victorias al obtener la clasificación para el Mundial de Rusia 2018, donde fue eliminado por Uruguay en octavos de final. Asimismo, también conquistó la primera edición de la Liga de Naciones para Portugal, derrotando a Países Bajos en la final. En junio de 2020, renovó su contrato hasta la Eurocopa 2024. Sin embargo, tras la eliminación en cuartos de final de la Copa del Mundo de Catar 2022 ante Marruecos (1-0), dejó su cargo, poniendo punto final a 8 años de carrera como seleccionador.
En enero de 2023 asumió el mando de la selección de fútbol de Polonia, con la que debutará en la fase de clasificación para la Eurocopa 2024. Criticado por su estilo, su elección de jugadores y su falta de apariciones en partidos de liga y copa polacas, las derrotas fuera de casa ante República Checa, Moldavia y Albania al menos con 2 victorias en casa contra Albania y Islas Feroe en la fase de clasificación para la Eurocopa 2024 y una victoria  amistosa contra Alemania en casa, se llevaron a los aficionados a exigir su renuncia, que se produjo el 13 de septiembre.
El 7 de enero de 2024, fue oficializado como entrenador del Beşiktaş.El 13 de abril, fue despedido luego de una serie de malos resultados.
En junio de 2024, Santos fue confirmado como técnico de la selección de Azerbaiyán.

### Participaciones en Copas del Mundo
| Copa              | Sede   | Selección | Resultado        |
| ----------------- | ------ | --------- | ---------------- |
| Copa Mundial 2014 | Brasil | Grecia    | Octavos de final |
| Copa Mundial 2018 | Rusia  | Portugal  | Octavos de final |
| Copa Mundial 2022 | Catar  | Portugal  | Cuartos de final |

### Participaciones en Eurocopas
| Copa          | Sede              | Selección | Resultado        |
| ------------- | ----------------- | --------- | ---------------- |
| Eurocopa 2012 | Polonia y Ucrania | Grecia    | Cuartos de final |
| Eurocopa 2016 | Francia           | Portugal  | Campeón          |
| Eurocopa 2020 | Italia            | Portugal  | Octavos de final |

### Participaciones en Copa Confederaciones
| Copa                      | Sede  | Selección | Resultado    |
| ------------------------- | ----- | --------- | ------------ |
| Copa Confederaciones 2017 | Rusia | Portugal  | Tercer lugar |

## Clubes y estadísticas

### Como jugador
| Club                   | País     | Año       |
| ---------------------- | -------- | --------- |
| Sport Lisboa e Benfica | Portugal | 1976-1981 |
| CS Marítimo            | Portugal | 1981-1983 |
| GD Estoril-Praia       | Portugal | 1983-1985 |

### Como entrenador
| Club                    | País       | Año       | PJ   | PG  | PE  | PP  | Rendimiento |
| ----------------------- | ---------- | --------- | ---- | --- | --- | --- | ----------- |
| Estoril-Praia           | Portugal   | 1987-1994 | 230  | 81  | 72  | 77  | 45.65%      |
| Estrela da Amadora      | Portugal   | 1994-1998 | 133  | 39  | 45  | 49  | 40.6%       |
| Porto                   | Portugal   | 1998-2001 | 156  | 98  | 31  | 27  | 69.44%      |
| AEK Atenas              | Grecia     | 2001-2002 | 51   | 38  | 5   | 8   | 77.78%      |
| Panathinaikos           | Grecia     | 2002-2003 | 9    | 6   | 0   | 3   | 66.67%      |
| Sporting CP             | Portugal   | 2003-2004 | 40   | 26  | 5   | 9   | 69.17%      |
| AEK Atenas              | Grecia     | 2004-2006 | 86   | 47  | 23  | 16  | 63.56%      |
| SL Benfica              | Portugal   | 2006-2007 | 49   | 29  | 11  | 9   | 66.66%      |
| PAOK Salónica           | Grecia     | 2007-2010 | 114  | 58  | 24  | 32  | 57.9%       |
| Selección de Grecia     | Grecia     | 2010-2014 | 49   | 26  | 17  | 6   | 64.62%      |
| Selección de Portugal   | Portugal   | 2014-2022 | 109  | 67  | 23  | 19  | 68.5%       |
| Selección de Polonia    | Polonia    | 2023      | 6    | 3   | 0   | 3   | 50%         |
| Beşiktaş                | Turquía    | 2024      | 16   | 7   | 4   | 5   | 52.08%      |
| Selección de Azerbaiyán | Azerbaiyán | 2024-Act. | 10   | 0   | 2   | 8   | 6.67%       |
| Total                   | Total      | Total     | 1058 | 525 | 262 | 271 | 57.87%      |

##### Estadísticas como seleccionador de Grecia
| Torneo                        | Año       | PJ | PG | PE | PP | GF | GC | DF  | Pts | Resultado                | Rendimiento |
| ----------------------------- | --------- | -- | -- | -- | -- | -- | -- | --- | --- | ------------------------ | ----------- |
| Clasificatorias Eurocopa 2012 | 2011-2012 | 10 | 7  | 3  | 0  | 14 | 5  | +9  | 24  | 1.er                     | 80%         |
| Eurocopa 2012                 | 2012      | 4  | 1  | 1  | 2  | 5  | 7  | -2  | 4   | Cuartos de final         | 33.33%      |
| Clasificatorias Brasil 2014   | 2012-2013 | 12 | 9  | 2  | 1  | 16 | 6  | +10 | 29  | Clasificado en repechaje | 80.56%      |
| Brasil 2014                   | 2014      | 4  | 1  | 2  | 1  | 3  | 5  | -2  | 5   | Octavos de final         | 41.67%      |
| Amistosos                     | 2010-2014 | 19 | 8  | 9  | 2  | 18 | 13 | +5  | 33  | +8 PG                    | 57.9%       |
| Total                         | Total     | 49 | 26 | 17 | 6  | 56 | 36 | +20 | 95  | Sin títulos              | 64.62%      |

##### Estadísticas como seleccionador de Portugal
| Torneo                        | Año       | PJ  | PG | PE | PP | GF  | GC | DF   | Pts | Resultado                | Rendimiento |
| ----------------------------- | --------- | --- | -- | -- | -- | --- | -- | ---- | --- | ------------------------ | ----------- |
| Clasificatorias Eurocopa 2016 | 2014-2015 | 7   | 7  | 0  | 0  | 11  | 4  | +7   | 21  | 1.er                     | 100%        |
| Eurocopa 2016                 | 2016      | 7   | 3  | 4  | 0  | 9   | 5  | +4   | 13  | Campeón                  | 61.91%      |
| Clasificatorias Rusia 2018    | 2016-2017 | 10  | 9  | 0  | 1  | 32  | 4  | +28  | 27  | 1.er                     | 90%         |
| Confederaciones 2017          | 2017      | 5   | 3  | 2  | 0  | 9   | 3  | +6   | 11  | 3.º                      | 73.33%      |
| Rusia 2018                    | 2018      | 4   | 1  | 2  | 1  | 6   | 6  | +0   | 5   | Octavos de final         | 41.67%      |
| Liga de Naciones UEFA 2018-19 | 2018-2019 | 6   | 4  | 2  | 0  | 9   | 4  | +2   | 14  | Campeón                  | 77.78%      |
| Clasificatorias Eurocopa 2020 | 2019      | 8   | 5  | 2  | 1  | 22  | 6  | +16  | 17  | 2.do                     | 70.83%      |
| Liga de Naciones UEFA 2020-21 | 2020      | 6   | 4  | 1  | 1  | 12  | 4  | +8   | 13  | Fase de grupos           | 72.23%      |
| Eurocopa 2020                 | 2021      | 4   | 1  | 1  | 2  | 7   | 7  | +0   | 4   | Octavos de final         | 33.33%      |
| Clasificatorias Catar 2022    | 2021-2022 | 10  | 7  | 2  | 1  | 22  | 7  | +15  | 23  | Clasificado en repechaje | 74.08%      |
| Catar 2022                    | 2022      | 5   | 3  | 0  | 2  | 12  | 6  | +6   | 9   | Cuartos de final         | 60%         |
| Liga de Naciones UEFA 2022-23 | 2022-2023 | 6   | 3  | 1  | 2  | 11  | 3  | +8   | 10  | Fase de grupos           | 55.56%      |
| Amistosos                     | 2014-2022 | 31  | 17 | 6  | 8  | 64  | 22 | +42  | 57  | +17 PG                   | 61.29%      |
| Total                         | Total     | 109 | 67 | 23 | 19 | 226 | 81 | +145 | 224 | 2 Títulos                | 68.5%       |

##### Estadísticas como seleccionador de Polonia
| Torneo                        | Año   | PJ | PG | PE | PP | GF | GC | DF | Pts | Resultado   | Rendimiento |
| ----------------------------- | ----- | -- | -- | -- | -- | -- | -- | -- | --- | ----------- | ----------- |
| Clasificatorias Eurocopa 2024 | 2023  | 5  | 2  | 0  | 3  | 6  | 8  | -2 | 6   | Inconclusa  | 40%         |
| Amistosos                     | 2023  | 1  | 1  | 0  | 0  | 1  | 0  | +1 | 3   | +1 PG       | 100%        |
| Total                         | Total | 6  | 3  | 0  | 3  | 7  | 8  | -1 | 9   | Sin títulos | 50%         |

##### Estadísticas como seleccionador de Azerbaiyán
| Torneo                                            | Año       | PJ | PG | PE | PP | GF | GC | DF  | Pts | Resultado   | Rendimiento |
| ------------------------------------------------- | --------- | -- | -- | -- | -- | -- | -- | --- | --- | ----------- | ----------- |
| Clasificatorias México/Estados Unidos/Canadá 2026 | 2024-2025 | 0  | 0  | 0  | 0  | 0  | 0  | +0  | 0   | En disputa  | 0%          |
| Liga de Naciones UEFA 2024-25                     | 2024-2025 | 6  | 0  | 1  | 5  | 3  | 17 | -14 | 1   | En disputa  | 5.56%       |
| Amistosos                                         | 2024-Act. | 4  | 0  | 1  | 3  | 1  | 7  | -6  | 1   | +0 PG       | 8.33%       |
| Total                                             | Total     | 10 | 0  | 2  | 8  | 4  | 24 | -20 | 2   | Sin títulos | 6.67%       |

## Palmarés como entrenador

### Campeonatos nacionales
| Título                | Club       | País     | Año     |
| --------------------- | ---------- | -------- | ------- |
| Supercopa de Portugal | FC Porto   | Portugal | 1998    |
| Primeira Liga         | FC Porto   | Portugal | 1998-99 |
| Supercopa de Portugal | FC Porto   | Portugal | 1999    |
| Copa de Portugal      | FC Porto   | Portugal | 1999-00 |
| Copa de Portugal      | FC Porto   | Portugal | 2000-01 |
| Copa de Grecia        | AEK Atenas | Grecia   | 2001-02 |

### Campeonatos internacionales
| Título           | Equipo (*) | País    | Año     |
| ---------------- | ---------- | ------- | ------- |
| Eurocopa         | Portugal   | Francia | 2016    |
| Liga de Naciones | Portugal   | Francia | 2018-19 |

(*) Incluyendo la selección.

### Distinciones individuales
| Distinción                                             | Año  |
| ------------------------------------------------------ | ---- |
| Entrenador del año en Grecia                           | 2002 |
| Entrenador del año en Grecia                           | 2005 |
| Entrenador del año en Grecia                           | 2009 |
| Entrenador del año en Grecia                           | 2010 |
| Entrenador de la década en Grecia                      | 2010 |
| Premio IFFHS al Mejor seleccionador nacional del mundo | 2016 |
| Mejor entrenador del mundo para la FIFA (Tercer lugar) | 2016 |
| Premio IFFHS al Mejor seleccionador nacional del mundo | 2019 |